# Вероника крупнотычинковая
Вероника крупнотычинковая (лат. Veronica macrostemon) — многолетний полукустарничек, вид рода Вероника (Veronica) семейства Подорожниковые (Plantaginaceae).

## Распространение и экология
Азия: Монголия (северо-западная часть Монгольского Алтая, по-видимому и хребет Восточный Саян), Китай (Джунгария); территория бывшего СССР: Алтай (редко, на западе отсутствует), хребет Восточный Саян: Пограничный хребет и Мунку-Сардык.
Произрастает на содержащих известь южных склонах в гольцовом поясе, на высоте 2050—2550 м над уровнем моря.

## Ботаническое описание
Корневище тонкое, ползучее, корни многочисленные, тонкие. Стебли многочисленные, более менее расставленные, высотой 10—15 (до 30) см, простёртые, с длинными отклонёнными ветвями, ветвистые, преимущественно в средней части, вверху равномерно опушённые, внизу почти голые.
Нижние листья чешуевидные, расставленные, почти округлые или яйцевидные, почти цельнокрайные. Стеблевые листья длиной 5—15 мм, шириной 3—10 мм, продолговато-эллиптические или яйцевидные, пильчато-зубчатые, островатые на верхушке, почти сидячие или суженные в очень короткий черешок, более менее расставленные, сверху рассеянно волосистые, снизу голые или почти голые.
Цветки собраны в верхушечные, почти головчатые и продолговатые кисти, удлиняющиеся к концу цветения, колосовидные. Прицветники продолговато-ланцетные, заострённые, рыхло, курчаво и длинно волосистые; цветоножки равны чашечке, короче прицветников. Доли чашечки ланцетовидные, островатые, главным образом по краю длинно волосистые; венчик сине-фиолетовый, длиной 7—9 мм, вдвое превышает чашечку.
Коробочка продолговато-обратнояйцевидная, длиной 5—6 мм, в полтора раза длиннее чашечки, на верхушке неглубоко выемчатая, с боков несколько сжатая. Семена плоские, овальные, длиной около 1,5 мм, шириной 1 мм, прикрепляющиеся у основания.

## Таксономия
Вид Вероника крупнотычинковая входит в род Вероника (Veronica) семейства Подорожниковые (Plantaginaceae) порядка Ясноткоцветные (Lamiales).
|  |                                      |  |                                                             |                                                             |                          |  | ещё 21 семейство (согласно Системе APG II) | ещё 21 семейство (согласно Системе APG II) |                               |  |  |  | ещё от 300 до 500 видов |
|  |                                      |  |                                                             |                                                             |                          |  | ещё 21 семейство (согласно Системе APG II) | ещё 21 семейство (согласно Системе APG II) |                               |  |  |  | ещё от 300 до 500 видов |
|  |                                      |  |                                                             | порядок Ясноткоцветные                                      |                          |  |                                            |                                            | род Вероника                  |  |  |  |                         |
|  |                                      |  |                                                             | порядок Ясноткоцветные                                      |                          |  |                                            |                                            | род Вероника                  |  |  |  |                         |
|  | отдел Цветковые, или Покрытосеменные |  |                                                             |                                                             | семейство Подорожниковые |  |                                            |                                            | вид Вероника крупнотычинковая |  |  |  |                         |
|  | отдел Цветковые, или Покрытосеменные |  |                                                             |                                                             | семейство Подорожниковые |  |                                            |                                            |                               |  |  |  |                         |
|  |                                      |  | ещё 44 порядка цветковых растений (согласно Системе APG II) | ещё 44 порядка цветковых растений (согласно Системе APG II) |                          |  |                                            | ещё 90 родов                               | ещё 90 родов                  |  |  |  |                         |
|  |                                      |  |                                                             | ещё 44 порядка цветковых растений (согласно Системе APG II) |                          |  |                                            |                                            | ещё 90 родов                  |  |  |  |                         |